# 玉釵盟
《玉釵盟》，是臥龍生創作的武俠小說，共22章，約110萬言。1960年10月1日在《中央日報》上開始連載，星馬海外也同時連載，1963年7月3日結束。連載同時，《中央日報》還請李靈伽（另人）繪製插圖。而《玉釵盟》亦是在眾多臥龍生的作品中為數不多，整部由臥龍生獨自完成的作品。
《玉釵盟》中最活躍的門派除了一開場的「少林」外，重點角色多在勢力龐大的新興幫派「一宮、二谷、三堡」，另外還有來自異域又實力驚人的「南海派」，再加上易天行所領導的祕密組織，以及俠義人物宗濤所屬的「金牌門」。

## 內容簡介
故事以少俠徐元平身負血海深仇，夜探少林，企圖盜取《達摩易筋經》開始。之後徐元平又從慧空大師處獲得戮情劍及絕世武功，他的出現受到「神州一君」易天行及「一宮、二谷、三大堡」等黑白兩道的高人重視。
徐元平出江湖後一路上危機重重，除了他身懷異寶令人覬覦外，很多「高手」擔心他將來比自己更厲害而動了殺機，這一點也很令人玩味，那些「高手」不思自己如何更進一步，卻擔心著一個年輕後輩將來成就不可限量。
故事中一如臥龍生其他的作品，有多位美女傾心男主角徐元平，其中南海奇叟之女蕭姹姹更是極端，在誤以為徐元平已死時，不僅自毀容貌，親手建墓，並以異寶「寒玉釵」為盟陪葬。故事最後更以徐元平死於南海奇叟之手，蕭姹姹關閉墓門以身殉情結束。

## 影視改編

### 電影
- 《碧血金釵》，1963年－1964年，香港電影，共三部，由張英才、于素秋、陳好逑、雪妮主演。
- 《玉釵盟》，1980年，台灣電影，由劉永、妞妞、白鷹、陳星主演。

### 電視劇
- 《玉釵盟》，1973年，台灣電視公司。由江明、曹健、邵佩瑜、姜鳳書主演。